# Uru-de-topete
Codorniz-estrelada ou uru-de-topete (Odontophorus stellatus) é uma espécie de ave da família Odontophoridae.
Pode ser encontrado nos seguintes países: Bolívia, Brasil, Equador e Peru.
Os seus habitats naturais são florestas subtropicais ou tropicais úmidas de baixa altitude.